# Marc Jarblum
Marc Jarblum, né à Varsovie (Pologne, Empire russe) en 1887 et décédé à Bnei Braq (Israël) en 1972, est un dirigeant sioniste socialiste. Il est l'un des fondateurs du parti Poale Zion de Pologne. Il quitte la Pologne en 1907, après l’échec de la Révolution russe de 1905, et s’installe à Paris. Il est le représentant en France de l’Agence juive et du Congrès juif mondial. Il est président de la Fédération des sociétés juives de France (FSJF) et de l'Organisation sioniste de France (OSF). Il s'installe en Israël en 1953 et siège au comité exécutif de la Histadrout jusqu'en 1964.

## Biographie
Marc Mordehaï Jarblum est né, le 24 janvier 1887, à Varsovie (Empire russe).
Il est un des fondateurs du mouvement marxiste et sioniste, Poale Zion, en Pologne.
Il quitte la Pologne, après l’échec de la Révolution russe de 1905, et s’installe à Paris, en 1907, où il suit des cours aux facultés de sciences et de droit. Il adhère à la Ve section de la SFIO. Il représente les sionistes socialistes lors du congrès de la Seconde Internationale. Il rencontre Lénine à deux occasions, en 1908 et 1914, pour discuter de la question juive, mais sans arriver à un accord.
Dans l’entre-deux-guerres, il est le représentant en France de l’Agence juive et membre du comité exécutif du Congrès juif mondial. Il devient un ami proche de Léon Blum. Il est président de la Fédération des sociétés juives de France (FSJF), constituée en 1923.
Lorsque les nazis occupent la France en 1940, Marc Jarblum devient actif dans le mouvement de résistance juive française, dans la « zone libre ». Il finance avec l'aide du Joint les activités de la résistance juive française, et de l'Armée juive à partir de 1942. Il s'oppose avec beaucoup d'énergie aux autres institutions juives (entre autres, l’UGIF) qui acceptent, sous la pression du régime de Vichy, de se désassocier des juifs immigrés. Recherché activement par la Milice, il se réfugie en Suisse, le 9 mars 1943, après la rafle de la rue Sainte-Catherine aux bureaux de l'UGIF à Lyon en février, et continue à travailler avec le Joint et le Congrès juif mondial, pour supporter les activités de l'Armée juive en France occupée.
Après la guerre, Marc Jarblum est successivement président et président d'honneur de l'Organisation sioniste de France (OSF).
En 1948, il est nommé chevalier de la Légion d'honneur.
Il se marie en 1950 avec Laura Margolis, la directrice du Joint en France.
Il s'installe en Israël en 1953 et siège au comité exécutif de la Histadrout jusqu'en 1964.
Auteur prolifique, il est l'auteur de nombreux livres et brochures sur le problème de la Palestine, le problème des Juifs en Union soviétique, et la lutte contre le nazisme. Pendant de nombreuses années il est le correspondant en France pour "Davar" et les journaux yiddish aux États-Unis, Amérique du Sud et la Pologne.
Il décède à Bnei Brak, en Israël, le 7 février 1972 et est enterré au cimetière de Kiryat Shaul à Tel Aviv.
Une rue de Tel Aviv est nommée à son nom, l'avenue (sderot) Marc-Jarblum.
Sa fille, Fira De Kisch (née Jarblum) habite Paris.